# Recuerdo infantil (poema)
Recuerdo infantil es un poema de 1906 del escritor español Antonio Machado, incluido en su libro Soledades. Galerías. Otros poemas de 1907. Adquirió cierta popularidad por su inclusión en varias antologías de poesía infantil.

## Publicación
Antonio Machado publicó esta composición por primera vez en marzo de 1906, en el número III de la revista Ateneo y la incorporó al año siguiente (1907) a Soledades. Galerías. Otros poemas, donde aparece como número V y con el título Recuerdo infantil.

## Temática
En esta composición, Machado evoca su niñez en Sevilla durante sus primeros años de colegio en los años ochenta del siglo XIX, un tema el de la Andalucía de su infancia que se repetiría a lo largo de su carrera. Antonio Machado estuvo escolarizado en Sevilla de 1880 a 1883, desde los 5 hasta los 8 años, en el parvulario del maestro Antonio Sánchez, ubicada en la calle Menjibar, muy cerca de la vivienda familiar de los Machado. Muchas escuelas privadas se localizaban en la propia casa de los maestros y con escasa dotación de material.  Posteriormente Machado marcharía a Madrid y allí estudió en la Institución Libre de Enseñanza.
El tema dominante de la composición es la monotonía, el hastío y el aburrimiento que Machado transmite, que se ponen de manifiesto en la múltiple repetición de contenidos de forma memorística en que se basaba la enseñanza. La caída de la lluvia es el segundo elemento que traslada el tedio al lector y por último el recitado semicantado de la lección por los niños que dejan entrever una crítica hacia este sistema educativo muy defectuoso que contrastaba con el que recibiría después en la institución dirigida por Giner de los Ríos.

## Contenido
Está compuesta por cinco cuartetas octosilabas con rima cruzada, en el que la primera y la última se repiten con una variación en el último verso. Como figuras retóricas destacan el encabalgamiento entre los versos tercero y cuarto de la primera y última estrofas: «Monotonía / de lluvia tras los cristales»; «Monotonía
/ de la lluvia en los cristales». La repetición de la primera y última estrofa del poema, el quiasmo de la segunda estrofa "Caín fugitivo, y muerto Abel. La reificación de la figura del maestro como recurso estético y por último la anáfora de la cuarta estrofa que pone de manifiesto la idea de monotonía que quiere contagiar la composición.

## El poema
Una tarde parda y fría
de invierno. Los colegiales
estudian. Monotonía
de lluvia tras los cristales.

Es la clase. En un cartel
se representa a Caín
fugitivo, y muerto Abel
junto a una mancha carmín.

Con timbre sonoro y hueco
truena el maestro, un anciano
mal vestido, enjuto y seco,
que lleva un libro en la mano.

Y todo un coro infantil
va cantando la lección:
”mil veces ciento, cien mil,
mil veces mil, un millón”.

Una tarde parda y fría
de invierno. Los colegiales
estudian. Monotonía
de la lluvia en los cristales.